# Guy Warrack
Guy Warrack  (né le 6 février 1900 à Édimbourg et mort le 12 février 1986 à Englefield Green)  est un chef d'orchestre et compositeur écossais.
De 1925 à 1935, il a enseigné à la faculté du Royal College of Music. De 1935 à 1946, il a été le chef d'orchestre du BBC Scottish Symphony Orchestra) et de 1948 à 1951 il a été le chef d'orchestre du Sadler's Wells Theatre Ballet.
Il est le père du critique musical anglais John Warrack.